# Nikifor Biganienko
Nikifor Iljicz Biganienko (ros. Никифор Ильич Биганенко, ur. 10 czerwca?/23 czerwca 1914 we wsi Pleskaczowka w obwodzie czerkaskim, zm. 27 czerwca 1977 w Kijowie) – radziecki wojskowy narodowości ukraińskiej, generał major, Bohater Związku Radzieckiego (1945).

## Życiorys
Urodził się w rodzinie chłopskiej. W 1935 ukończył fakultet robotniczy (rabfak), uczył się w szkole pedagogicznej w Melitopolu, w 1935 został powołany do Armii Czerwonej, w 1937 ukończył kijowską szkołę artylerii.
Od czerwca 1941 walczył w wojnie z Niemcami, m.in. na 1 Froncie Białoruskim, w kwietniu 1945 w stopniu podpułkownika dowodził pułkiem artylerii w składzie 52 Gwardyjskiej Dywizji Piechoty 3 Armii Uderzeniowej, biorąc udział w operacji berlińskiej i niszcząc wraz z pułkiem wiele sprzętu wroga i biorąc 425 jeńców; był ranny.
Po wojnie kontynuował służbę w armii, w 1960 ukończył kursy, a w 1965 Akademię Wojskową im. Frunzego, w 1970 zakończył służbę wojskową w stopniu generała majora. Był deputowanym do Rady Najwyższej ZSRR 2 i 3 kadencji.

## Odznaczenia
- Złota Gwiazda Bohatera Związku Radzieckiego (31 maja 1945)
- Order Lenina
- Order Czerwonego Sztandaru (czterokrotnie)
- Order Suworowa III klasy
- Order Wojny Ojczyźnianej II klasy
- Order Czerwonej Gwiazdy (trzykrotnie)
- Medal „Za zasługi bojowe”
- Medal „Za zwycięstwo nad Niemcami w Wielkiej Wojnie Ojczyźnianej 1941–1945”
- Medal „Za obronę Stalingradu”
- Medal „Za wyzwolenie Warszawy”
- Medal „Za zdobycie Berlina”
- Medal „Weteran Sił Zbrojnych ZSRR”